# Grammy Award para melhor performance pop por uma dupla ou grupo
O Grammy Awards para Best Pop Performance by a Duo or Group with Vocals foi atribuído de 1966 a 2011. O nome da categoria teve várias mudanças no decorrer de cada ano:
- De 1966 a 1967, o prêmio ficou conhecido como Melhor Performance Contemporânea (R&R) - Grupo (Vocal ou Instrumental).
- Em 1968 conhecido como Melhor Performance Contemporânea de um Grupo (Vocal ou Instrumental).
- Em 1969 conhecido como Melhor Performance Pop Contemporânea - Duo ou Grupo com Vocais.
- Em 1970 conhecido como Melhor Performance Vocal Contemporânea por um Grupo.
- Em 1971 conhecido como Melhor Performance Vocal Contemporânea por um Duo, Grupo ou Coro.
- Em 1972 conhecido como Melhor Performance Vocal Pop por um Duo ou Grupo.
- De 1973 a 1977, foi conhecido como Melhor Performance Vocal Pop por um Duo, Grupo ou Coro.
- Em 1978 conhecido como Melhor Performance Vocal Pop por um Grupo.
- Em 1979 conhecido como Melhor Performance Vocal Pop por um Duo ou Grupo.
- Em 1980 conhecido como Melhor Performance Vocal Pop por um Duo, Grupo ou Coro.
- De 1981 até 2011, ficou conhecido como Melhor Performance Pop por um Duo ou Grupo com Vocais.

É um prêmio similiar ao Melhor Performance por um Grupo Vocal que foi concebido entre 1961-1968. A categoria também era do gênero pop, embora não especifica-se.
O prêmio é dado a canções lançadas no ano anterior a premiação.

## Vencedores e indicados
| Ano  | Artista                        | Obra                                     | Indicados | Ref. |
| ---- | ------------------------------ | ---------------------------------------- | --- | ---- |
| 1966 | The Statler Brothers           | "Flowers on the Wall"                    | - The Beatles – "Help!" - Herman's Hermits – "Mrs. Brown, You've Got a Lovely Daughter" - Sam the Sham and the Pharaohs – "Wooly Bully" - The Supremes – "Stop! In the Name of Love"                                                                      |      |
| 1967 | The Mamas & The Papas          | "Monday, Monday"                         | - The Association – "Cherish" - The Beach Boys – "Good Vibrations" - The Monkees – "Last Train to Clarksville" - The Sandpipers – "Guantanamera" |      |
| 1968 | The 5th Dimension              | "Up, Up and Away"                        | - The Association – "Windy" - The Beatles – Sgt. Pepper's Lonely Hearts Club Band - The Box Tops – "The Letter" - The Monkees – "I'm a Believer" - Procol Harum – "A Whiter Shade of Pale"                                                                |      |
| 1969 | Simon & Garfunkel              | "Mrs. Robinson"                          | - The Beatles – "Hey Jude" - Blood, Sweat & Tears – Child Is Father to the Man - The Lettermen – "Goin' Out of My Head / Can't Take My Eyes Off You" - Sérgio Mendes & Brazil '66 – "The Fool On The Hill" - Gary Puckett & The Union Gap – "Woman, Woman |      |
| 1970 | The 5th Dimension              | "Aquarius/Let the Sunshine In"           | - The Beatles – Abbey Road - Blood, Sweat & Tears – Blood, Sweat & Tears - Crosby, Stills & Nash – Crosby, Stills & Nash - The Neon Philharmonic – "Morning Girl"                                                                                         |      |
| 1971 | Carpenters                     | "(They Long to Be) Close to You"         | - "Let It Be (canção)" — The Beatles - "Chicago" — Chicago (banda) - "ABC" — The Jackson 5 - "Bridge over Troubled Water"— Simon & Garfunkel |      |
| 1990 | Linda Ronstadt e Aaron Neville | "Dont' Know Much"                        | - The B-52's – "Love Shack" - Fine Young Cannibals – "She Drives Me Crazy" - Mike + the Mechanics – "The Living Years" - Simply Red – "If You Don't Know Me by Now"                                                                                       |      |
| 1991 | Linda Ronstadt e Aaron Neville | "All My Life"                            | - The B-52's – "Roam" - Heart – "All I Wanna Do Is Make Love to You" - Bruce Hornsby & the Range – "Across the River" - The Righteous Brothers – "Unchained Melody" - Wilson Philips – "Hold On"                                                          |      |
| 1992 | R.E.M.                         | "Losing My Religion"                     | - The Commitments – The Commitments - Extreme – "More Than Words" - Jesus Jones – "Right Here, Right Now" - Wilson Philips – "You're In Love" |      |
| 1993 | Céline Dion e Peabo Bryson     | "Beauty and the Beast"                   | - Genesis – "I Can't Dance" - George Michael e Elton John – "Don't Let the Sun Go Down on Me" - Prince e The New Power Generation – "Diamonds & Pearls" - Patty Smyth e Don Henley – "Sometimes Love Just Ain't Enough"                                   |      |
| 1994 | Peabo Bryson e Regina Belle    | "A Whole New World (Aladdin's Theme)"    | - Céline Dion e Clive Griffin – "When I Fall in Love" - R.E.M. – "Man on the Moon" - Barbra Streisand e Michel Crawford – "The Music of the Night" - Vanessa Williams e Brian McKinght – "Love Is"                                                        |      |
| 1995 | All-4-One                      | "I Swear"                                | - Ace of Base – "The Sign" - Crash Test Dummies – "Mmm Mmm Mmm Mmm" - Lisa Loeb e Nine Stories – "Stay (I Missed You)" - The Pretenders – "I'll Stand by You"                                                                                             |      |
| 1996 | Hootie & the Blowfish          | "Let Her Cry"                            | - All-4-One – "I Can Love You Like That" - The Eagles – "Love Will Keep Us Alive" - The Rembrandts – "I'll Be There For You" - TLC – "Waterfalls" |      |
| 1997 | The Beatles                    | "Free as a Bird"                         | - Gin Blossoms – "As Long As It Matters" - Journey – "When You Love a Woman" - The Neville Brothers – "Fire on the Mountain" - The Presidents of the United States of America – "Peaches" - Take 6 – "When You Wish Upon a Star"                          |      |
| 1998 | Jamiroquai                     | "Virtual Insanity"                       | - The Rolling Stones – "Anybody Seen My Baby?" - Fleetwood Mac – "Silver Springs" - Hanson – "MMMBop" - No Doubt – "Don't Speak" |      |
| 1999 | The Brian Setzer Orchestra     | "Jump, Jove an' Wail"                    | - Barenaked Ladies – "One Week" - Aerosmith – "I Don't Want To Miss A Thing" - Goo Goo Dolls – "Iris" - Dave Matthews Band – "Crush" |      |
| 2000 | Santana                        | "Maria Maria"                            | - Backstreet Boys – "I Want It That Way" - Sixpence None the Richer – "Kiss Me" - Smash Mouth – "All Star" - TLC – "Unpretty" |      |
| 2001 | Steely Dan                     | "Cousin Dupree"                          | - Backstreet Boys – "Show Me The Meaning Of Being Lonely" - Barenaked Ladies – "Pinch Me" - The Corrs – "Breathless" - NSYNC – "Bye Bye Bye" |      |
| 2002 | U2                             | "Stuck in a Moment You Can't Get Out Of" | - Backstreet Boys – "Shape of My Heart" - Five for Fighting – "Superman (It's Not Easy)" - NSYNC – "Gone" - R.E.M. – "Imitation of Life" |      |
| 2003 | No Doubt                       | "Hey Baby"                               | - Bon Jovi – "Everyday" - Bowling for Soup – "Girl All The Bad Guys Want" - Dave Matthews Band – "Where Are You Going" - NSYNC – "Girlfriend" |      |
| 2004 | No Doubt                       | "Underneath It All"                      | - Bon Jovi – "Misunderstood" - The Eagles – "Hole in the World" - Fountains of Wayne – "Stacy's Mom" - Matchbox 20 – "Unwell" |      |
| 2005 | Los Lonely Boys                | "Heaven"                                 | - Evanescence – "My Immortal" - Hoobastank – "The Reason" - Maroon 5 – "She Will Be Loved" - No Doubt – "It's My Life" |      |
| 2006 | Maroon 5                       | "This Love"                              | - The Black Eyed Peas – "Don't Lie" - The Killers – "Mr. Brightside" - Los Lonely Boys – "More Than Love" - The White Stripes – "My Doorbell" |      |
| 2007 | The Black Eyed Peas            | "My Humps"                               | - Death Cab for Cutie – "I Will Follow You Into The Dark" - The Fray – "Over My Head (Cable Car)" - Keane – "Is It Any Wonder?" - The Pussycat Dolls – "Stickwitu"                                                                                        |      |
| 2008 | Maroon 5                       | "Makes Me Wonder"                        | - Bon Jovi – "(You Want to) Make a Memory" - Daughtry – "Home" - Plain White T's – "Hey There Delilah" - U2 – "Window in the Skies" |      |
| 2009 | Coldplay                       | "Viva la Vida"                           | - The Eagles – "Waiting in the Weeds" - Gnarls Barkley – "Going On" - Maroon 5 – "Won't Go Home Without You" - OneRepublic – "Apologize" |      |
| 2010 | The Black Eyed Peas            | "I Gotta Feeling"                        | - Bon Jovi – "We Weren't Born To Follow" - The Fray – "Never Say Never" - Daryl Hall & John Oates – "Sara Smile" - MGMT – "Kids" |      |
| 2011 | Train                          | "Hey, Soul Sister" (Live)                | - Glee Cast – "Don't Stop Believin' (Regionals Version)" - Maroon 5 – "Misery" - Paramore – "The Only Exception" - Sade – "Babyfather" |      |
| 2012 | Tony Bennett e Amy Winehouse   | "Body and Soul (canção)"                 | - Maroon 5 e Christina Aguilera – "Moves Like Jagger" - Coldplay – "Paradise" - The Black Keys – "Dearest" - Foster the People – "Pumped Up Kicks" |      |

## Recordes
- Mais número de prêmios:

| Posição          | 1º |
| ---------------- | --- |
| Artista          | Carpenters The Black Eyed Peas Maroon 5 No Doubt The Bee Gees Peabo Bryson Linda Ronstadt Aaron Neville Gladys Knight |
| Prêmios vencidos | 2 |

- Maior número de indicações:

| Posição             | 1º          | 2º                             | 3º                | 4º | 5º |
| ------------------- | ----------- | ------------------------------ | ----------------- | --- | --- |
| Artista             | The Beatles | The Eagles Steely Dan Maroon 5 | Bon Jovi No Doubt | Carpenters The Black Eyed Peas Hall & Oates *NSYNC R.E.M. Backstreet Boys Barbara Streisand Elton John Linda Ronstadt Gladys Knight | The Fray U2 Los Lonely Boys Dave Matthews Band Barenaked Ladies The Bee Gees TLC (banda) Fleetwood Mac All-4-One Peabo Bryson Celine Dion The B-52's Heart Aaron Neville Beach Boys James Ingram Stevie Wonder Dionne Warwick Simply Red Train (banda) |
| Total de indicações | 7           | 5                              | 4                 | 3 | 2 |

## Ligações Externas
- «Página oficial» (em inglês)